# Frederico Meireles Dantas
Frederico Meireles Dantas (Salvador, Bahia, 12 de novembro de 1959) é conhecido profissionalmente como Maestro Fred Dantas. Membro fundador da Academia de Letras e Artes de Salvador, ocupa a cadeira cujo patrono é Anísio Teixeira. É filho de Dorivaldo Dantas, médico, e Edith Meirelles Dantas, professora. Ele, médico originado da família Dantas, pecuaristas com raízes em Curaçá, beiras do Rio São Francisco. Ela, originada da família Meirelles, com raízes no Sul da Bahia, fazendeiros de cravo e cacau entre Cayru e Taperoá. 

## Formação
Fred Dantas fez o Curso primário na escola pública D. Pedro II, em Urandi, Bahia, e o ginasial no Centro Educacional da mesma cidade. O Segundo Grau foi feito em Salvador, no renomado Colégio Dois de Julho.  Suas principais influências na infância foram o Reisado, a seresta e a Filarmônica. Iniciou-se em música na Banda 21 de Abril, de Urandi, com o mestre João Sacramento Neto. Aos 14 anos, com a ausência do titular, assumiu por um ano a regência, como mestre da filarmônica. 
Em 1978 prestou vestibular para Medicina, curso que frequentou durante um ano. Nesse período, frequentou também os Seminários de Música da Universidade Federal da Bahia, onde cursou Preparatório de Composição.  Na Escola de Música da Universidade Federal da Bahia graduou-se em Composição e Regência, em 1984, aluno de Ernst Widmer, Lindembergue Cardoso e Agnaldo Ribeiro. Foi discípulo de Lindembergue Cardoso, que o levou para festivais em Diamantina, como seu monitor. Quatro anos depois, ainda na UFBA, concluiu o curso de Instrumento, sob orientação do saudoso mestre Horst Schwebel. 
Na década de 1980, obteve Menção honrosa, Terceiro lugar, Segundo lugar e finalmente Primeiro Lugar em subseqüentes concursos de composição na Reitoria. Depois, foi parte da turma pioneira do Mestrado em Música da UFBA, onde em 1993 concluiu pós-graduação em Etnomusicologia, sob orientação da Dra. Ângela Lühning. A formação acadêmica do maestro se completa em 2015, com o Doutorado em Música, especialidade Composição, tendo como orientador o prof. Dr. Paulo Costa Lima, sempre pela sua querida Universidade Federal da Bahia, que em julho de 2016 realizou o seu Congresso de 70 anos de fundação.
Ministrou por três anos curso de aprimoramento de mestres de bandas no Festival de Inverno de Ouro Preto, dirigido a músicos de diversas bandas de Minas Gerais. Nesse período, estudou a música da Turquia com Ângela Lünhing e a música dos pigmeus da África Central, com Vicent Dehoux. Mas o seu maior influenciador na área da Etnomusicologia foi o Dr. Manuel Vicente Veiga.

## Atuação profissional
Ainda estudante de Composição, assediado pelas lembranças da banda de música, deu início, em novembro de 1982, à Sociedade Musical Oficina de Frevos e Dobrados, que há mais de 30 anos vem pesquisando, executando, transcrevendo e propagando a música das sociedades filarmônicas brasileiras.
Integrou por quatro anos o Madrigal da UFBA. Tornou-se, por concurso, membro da Orquestra Sinfônica da UFBA, onde ocupa a cadeira de trombone.  Fundou, junto com Zeca Freitas, o Festival de Música Instrumental da Bahia e o Grupo Raposa Velha, de concepção muito avançada para a época. Aprimorou-se no choro com o grupo Os Ingênuos, sob a liderança do notável Edson 7 Cordas. Participa como trombonista, há mais de 30 anos, da Noite do Samba, que reúne os sambistas tradicionais da Bahia, tocando e gravando discos com Batatinha, Riachão, Walmir Lima, Claudete Macedo, Myriam Theresa, Nelson Rufino e  Nélson Babalaô. 

## Projetos Sociais
Criou a fundação Eco-Educativa Fred Dantas, no Litoral Norte da Bahia, que protege uma área de restinga e de Mata Atlântica, junto à extrema dificuldade dos moradores, e deu início, em 1996, à Escola Ambiental, na zona rural de Barra do Pojuca, onde crianças filhas de lavradores e pescadores aprendem a ler música e tocar. Dois anos depois, nasce a Filarmônica Ambiental. 
Outros trabalhos envolvendo integração social de crianças adolescentes através da música foram, em 2000, em parceria com o Unicef, a Filarmônica de Crianças, no bairro do Carmo, onde crianças e adolescentes dos bairros centrais de Salvador aprenderam a ler música e tocar, e a  Filarmônica Jovem do Centro Histórico, mantida pelo Fundo de Cultura do Estado da Bahia. Com apoio da BASF, criou a Orquestra Brasileira de São Salvador, com jovens de 15 a 22 anos, que em 2016 lançou um excelente CD durante o XXI Festival de Música Instrumental da Bahia, no Teatro Castro Alves.

## Pesquisa e publicações
A maior contribuição do maestro Fred Dantas na área de pesquisa da cultura popular é, sem dúvida, o trabalho monumental chamado Bahia Singular e Plural, a série de CDs  promovida pelo IRDEB (Instituto de Radiodifusão Educativa da Bahia), percorrendo a maioria dos municípios da Bahia. São 8 CDs cuja importância é reconhecida por importantes segmentos culturais do Brasil e do mundo, tendo merecido em 2005 o Prêmio Rodrigo de Mello Franco, a mais importante distinção do IPHAN (Instituto do Patrimônio Histórico e Artístico Nacional).
Publicou pelo selo editorial Casa das Filarmônicas, dois livros dirigidos a bandas de música: Teoria e Leitura da Música para Filarmônicas e Exercícios diários com o instrumento. Em 2008 lançou, como vencedor do Prêmio BNB Cultural, o livro Bichos e Plantas na Escola Ambiental e o CD Missa Ambiental. Em 2011, editou a cartilha A Sementinha Musical, resultado da sua criativa pedagogia junto a crianças na Escola Ambiental.
Organiza desde 1990, junto com o sociólogo Pedro Archanjo, o Festival de Filarmônicas do Recôncavo, no Centro Cultural Dannemman São Félix. O Festival é aclamado por todos como um importante vetor que tem incentivado a vontade de crescer entre as filarmônicas.  Organiza há 25 anos o Encontro de Filarmônicas no 2 de Julho, ocasião em que bandas apresentam o melhor do seu repertório, com palco, luz e sonorização, para um público cativo, que vai ao Campo Grande, em Salvador, certo de escutá-las.
Por indicação do vereador Daniel Almeida, foi condecorado com a Medalha Tomé de Souza, pela Câmara Municipal de Salvador. Gravou, com a Oficina de Frevos e Dobrados, a Banda Maestro Wanderley da PM e a Banda dos Fuzileiros Navais, o CD Voz Coração e Cidadania, produzido pela Câmara Municipal de Salvador, onde está a única gravação realizada do Hino da Cidade do Salvador, além de outros hinos da pátria. 

## Conclusão
À guisa de conclusão, podemos lembrar que Fred Dantas criou e dirigiu o Festival de Música de Maracangalha, por três anos, por solicitação do seu querido confrade e inspirador Emilton Moreira Rosa.  Nesta localidade, no município de São Sebastião do Passé, fundou a Lira de Maracangalha, um projeto de inclusão social que utiliza a música de filarmônica e a história da comunidade como referência, hoje sob a batuta da maestrina Sonia Oliveira.  Criou em 2007 a Orquestra de Berimbaus, em Lauro de Freitas. No início de 2008, regeu 380 músicos de 12 filarmônicas reunidas na Lavagem do Bonfim, em Salvador.  Em parceria com a Secretaria de Cultura da Bahia, esteve, em 2014, à frente de um curso de composição e regência dirigido a mestres e contra-mestres de Bandas e Filarmônicas.
Diante de tantas realizações, o maestro não esquece suas raízes e diz, com convicção: “Não tenho pretensões a uma carreira internacional ou de sucesso comercial: toda a minha alegria é estar tocando meus projetos sociais e viver tocando, com a Orquestra Fred Dantas, em eventos particulares. Como músico e cidadão, vivo intensamente a minha condição de Gente da Bahia”.